# Libelle
Libelle — системный шифр Германии, разработанный Федеральным управлением по информационной безопасности. Алгоритм шифра не известен, дабы сделать более сложным криптоанализ. Чтобы держать в тайне алгоритм, он распространяется как микрочип с названием Pluto, а не как часть программного обеспечения.
Можно иметь тайный алгоритм шифра, в то же время пожинают плоды государственные научно-исследовательские криптографии: один способ сделать без ослабления изменения общественного алгоритма, изменить Nothing up my sleeve numbers или цепочки общественного шифра со связанным секретным шифром.
Спецификационный документ BSI о Pluto даёт следующие цифры: размер блока - 64 бит, размер ключа - 160 бит. Поддерживаемые режимы: ECB, CBC, CFB/OFB с 1, 8, 16, 32 или 64 битами.